# 齋藤直葵
齋藤直葵（日语： Saitō Naoki，1982年11月13日—）是一名日本插画家、漫画家和YouTuber 。

## 生平
1982年出生于山形县，多摩美术大学平面设计系毕业。在大学期间就讀期間曾绘制《決鬥大師》系列的卡片插图。大学毕业后加入了科樂美數位娛樂公司，曾負責《实况足球系列》遊戲的3D建模工作，大约一年后离开該公司。
之後，他繼續以自由插画师身份活動，主要負責《精灵宝可梦》及其衍生卡牌遊戲的角色设计，為寶可夢集換式卡牌遊戲官方插画师之一 。此外，他曾在2008年擔當《刃牙系列》的着色工作，亦於2012至2014年期間，以本名齋藤直葵作為漫画家身份活動，負責《刃牙》外傳《刃牙豪仔》的作畫。

## YouTube上的活動
齋藤於2019年10月1日開通了YouTube頻道，以專業插畫師身份提供繪畫教學。其頻道除了繪圖直播之外，還有為初學者提供的解說、專業插畫師工作花絮、粉絲問答等內容。其最受歡迎的環節是「即興改畫」（日语：気まぐれ添削），針對觀眾投稿的作品提出意見並加以改進。
其YouTube頻道開辦以來一直廣受歡迎，2020年10月左右，开辦仅一年，订阅人数已突破25万，更於2022年6月左右突破100萬訂閱。
2023年3月21日深夜，齋藤的YouTube频道因為「涉及兒童色情」被停權，他的130萬訂閱以及所有影片都一夜間消失。其後他於三天後開設新頻道，並計劃逐步重新上載以往的影片。